# Rotary International
Le Rotary International est une association qui rassemble 35 221 clubs au 30 septembre 2015, présents dans près de 200 pays et régions géographiques. L'ensemble de ces clubs Rotary compte plus de 1 400 000 membres appelés Rotariens, répartis dans plus de 46 000 Rotary Clubs.
Le Rotary a été historiquement le premier « club service » créé au monde. L'association, dont le siège se trouve en 2015 à Evanston dans l'Illinois, se présente comme une organisation apolitique et ouverte qui encourage une haute éthique civique et professionnelle et œuvre pour faire progresser l'entente et la paix dans le monde. Sa devise officielle est « Servir d'abord » (Service above Self), et il existe une devise secondaire qui est « Qui sert le mieux profite le plus » (One profits most who serves best).
Le Rotary International est financé par la cotisation annuelle de ses membres et par des dons à la Fondation Rotary.
L'emblème du Rotary est une roue d'engrenage de 24 dents, symbole de la transmission de l'énergie. Ces 24 dents symbolisent aussi le fait que l'esprit de service s'exerce à toute heure de la journée.
Les représentations locales du Rotary sont désignées du nom de « Rotary Club » ou « Club Rotary ».

## Histoire
Le Rotary a vu le jour à Chicago, Illinois, aux États-Unis le 23 février 1905. C'est à cette date que son fondateur, Paul P. Harris, avocat, tint la première réunion, en compagnie de trois amis, Silvester Schiele, négociant en charbon, Gustavus H. Loehr, ingénieur des mines et Hiram E. Shorey, tailleur. Ils étaient d'origine allemande, suédoise, irlandaise, américaine et appartenaient aux confessions protestante, catholique et juive.
À l'origine, l'idée de Paul Harris était de promouvoir la solidarité entre hommes d'affaires, mais, très vite, la notion d'une action humanitaire vint se greffer sur cet objectif. Les réunions étaient tenues à tour de rôle sur le lieu de travail de chacun des membres, d'où le nom de Rotary. Les premiers mois furent difficiles, de nombreuses discussions très vives sur l'évolution souhaitable opposant les membres du premier club. Ce n'est que fin 1906 que put être envisagé sereinement le développement du Rotary.
En 1962, Nitish Chandra Laharry en fut le premier président asiatique.

## Philosophie
Selon ses statuts officiels, le Rotary a pour objectif de cultiver l’idéal de servir auquel aspire toute profession honorable et, plus particulièrement, s’engage à : 
1. Mettre à profit les relations et contacts pour servir l’intérêt général ;
2. Observer des règles de haute probité dans l’exercice de toute profession ; reconnaître la dignité de toute occupation utile ; considérer la profession de chaque Rotarien comme un vecteur d’action au service de la société ;
3. Appliquer l’idéal de servir dans la vie privée, professionnelle et publique ;
4. Faire progresser l’entente entre les peuples, l’altruisme et le respect de la paix par le biais de relations amicales entre les membres des professions, unis par l’idéal de servir.

Le « critère des quatre questions » est une série d'interrogations devant servir à définir si une action est bonne ou non. Il est conçu comme suit :
Au regard de ce que nous pensons, disons ou faisons :
- Est-ce vrai ?
- Est-ce juste ?
- Est-ce source de bonne volonté ?
- Est-ce équitable et bénéfique pour chacun ?

## La Fondation Rotary
Créée dès 1917 comme fonds de dotation, la Fondation Rotary a pris son nom actuel en 1928. En 1983, elle est érigée en association à but non lucratif (non-for-profit corporation) selon les lois de l’État de l’Illinois aux États-Unis. La Fondation est gérée par son propre conseil d’administration exclusivement à des fins charitables et éducatives, conformément à ses textes fondateurs.
La Fondation Rotary, juridiquement et financièrement distincte du Rotary International, a pour objectif affiché de soutenir financièrement les buts et missions du Rotary et de l’aider à promouvoir l’entente entre les peuples au travers de programmes éducatifs et humanitaires aux niveaux local, national et international.
Elle agit soit par elle-même (bourses d'études, échanges de groupes de jeunes professionnels…), soit en subventionnant diverses actions montées par les Rotary clubs, seuls ou en coopération (creusement de puits, actions d'alphabétisation…). Sous le nom de « programme PolioPlus », elle participe enfin à l'effort mondial d'éradication de la poliomyélite qu'elle s'est engagée à accompagner jusqu'à son complet achèvement.

### Finances
La Fondation Rotary est essentiellement financée par des contributions volontaires, venant ou non de Rotariens. Pour l'année comptable 2008-2009, leur montant dépasse 720 millions de dollars, dont 80 millions de dollars en provenance de la Fondation Bill & Melinda Gates pour le programme PolioPlus. Les programmes humanitaires se voient affecter plus de 47 millions de dollars, les programmes éducatifs 29, PolioPlus 90, la différence couvrant les dépenses de fonctionnement et de développement, et une dotation aux fonds propres.
Charity Navigator, organisme américain d'évaluation de la santé financière et de la transparence des organisations de bienfaisance, note la Fondation Rotary à hauteur de 100 sur un maximum de 100 en 2019 et lui attribue 4 étoiles pour la douzième année consécutive,.

### PolioPlus
Le programme PolioPlus a été lancé par le Rotary en 1985 avec pour objectif l'éradication de la poliomyélite par la voie de la vaccination des enfants, et ce pour 2005, année du Centenaire du Rotary.
En 1988, l'Organisation mondiale de la santé prenait le relais en lançant The Global Polio Eradication Initiative (Initiative globale d'éradication de la polio - GPEI), en partenariat avec le Rotary, l'UNICEF (United Nations Children's Fund - Fonds des Nations unies pour l'enfance) et le CDC (US Centers for Disease Control and Prevention - Centres de contrôle et de prévention des maladies) d'Atlanta.
PolioPlus est ainsi la première et plus importante campagne de santé publique entreprise par une organisation non gouvernementale.
Grâce à son réseau international de bénévoles sur le terrain, le Rotary participe à la livraison des vaccins et aux actions de mobilisation sur le terrain, et règle les questions d’ordre logistique en coopération avec les ministères de la santé des pays concernés, l’OMS, l’UNICEF, et le CDC d’Atlanta.
Fin 2012, le Rotary a versé plus de 1 milliard dollars destinés à la vaccination de plus de deux milliards d’enfants dans 122 pays.
En 2016, seuls deux pays connaissent encore cette maladie sous forme endémique : Afghanistan et Pakistan - le Nigeria n'ayant pas connu de cas depuis deux ans a été retiré de la liste par l'OMS, le 25 septembre 2015.

### Les programmes éducatifs

#### Les bourses d'études
La Fondation Rotary offre chaque année quelque 1 000 bourses d'études d'un an (voire de deux ans) à des étudiants qui partent à l'étranger et qui ont pour mission de se comporter comme des « ambassadeurs du Rotary ». Ces bourses ne sont pas autorisées aux Rotariens, à leurs enfants et alliés : elles profitent à des jeunes parrainés par des Rotary-clubs. Outre l'aspect financier, les Rotariens accueillent ces boursiers et leur servent de conseillers,.
Ce programme de bourses a été lancé en 1947, en hommage au fondateur du Rotary, Paul Harris, qui venait de décéder. Depuis la création du programme, plus de 36 000 étudiants en ont bénéficié. Pour l'année 2009-2010, ce sont près de 700 bourses pour un montant de 16,2 millions de dollars qui ont été allouées à des étudiants originaires de 70 pays différents.

#### Les «échanges de groupes d'étude»
Ce programme permet à des équipes de quatre professionnels non Rotariens (âgés de 25 à 40 ans) de séjourner pendant quatre semaines dans un pays étranger. Il s'agit d'un échange entre deux « districts » (groupes de clubs) de pays différents qui reçoivent à tour de rôle ces « groupes d'étude » afin de savoir comment y est exercé leur propre métier et de découvrir une culture et un mode de vie différents. Un Rotarien expérimenté accompagne ces quatre professionnels.
En 2009-2010, la Fondation a financé 568 équipes pour un montant total de 4,5 millions de dollars.

#### Les «centres du Rotary pour études internationales sur la paix et la résolution des conflits»
Quatre-vingts étudiants sont sélectionnés chaque année depuis 2002 à travers le monde pour étudier pendant deux ans les relations internationales, la paix et la résolution des conflits dans l'une des six universités partenaires situées aux États-Unis, au Japon, en Argentine, en Angleterre, en Australie et en Suède, délivrant un diplôme de niveau master, ou pour préparer en un trimestre un certificat en paix et résolution des conflits en Thaïlande. Les candidats à ces bourses doivent démontrer un engagement envers la paix au travers d'activités professionnelles ou bénévoles. Une fois diplômés, ces boursiers sont appelés à travailler dans des organisations internationales ou auprès de gouvernements en vue de jouer un rôle en faveur de la paix,.

### Les programmes humanitaires
La Fondation Rotary a consacré en 2008-2009 quelque 47 millions de dollars à ses programmes humanitaires, autres que PolioPlus.

#### Le programme «3 H»
Supprimé à compter de 2009, le programme « 3 H » - nom tiré de l'anglais Health, Hunger, Humanity - visait à améliorer la santé, à combattre la famine et à contribuer au développement économique.
La particularité du programme « 3 H » était de financer sur une période de 2 à 4 ans des actions humanitaires internationales de grande envergure, dans le but que les bénéficiaires continuent de profiter du programme au-delà de sa période de financement. Les subventions « 3H » étaient comprises entre 100 000 et 300 000 dollars. Entre 1978 et 2009, 84 millions de dollars y avaient été consacrés.

#### Les «subventions de contrepartie»
Lorsque plusieurs clubs d'un ou de plusieurs pays s'associent pour monter une action internationale à caractère éducatif ou humanitaire, ils peuvent demander à la Fondation de compléter (de 5 000 à 200 000 dollars) les fonds qu'ils ont réunis pour la financer. La présence d'au moins un club ou district dans le pays de l'action est obligatoire. Les actions admissibles doivent répondre à un besoin d'une collectivité, tel que la construction d'un puits d'irrigation, l'achat d'équipement agricole ou médical, d'ambulances ou encore la formation d'enseignants.

## Programmes d'échanges de jeunes

### Échanges scolaires
Le Rotary offre chaque année à plus de 9 000 jeunes âgés de 15 à 19 ans, enfants de Rotarien ou non, l’opportunité de séjourner dans des familles, rotariennes ou non, dans de nombreux pays du monde au cours d’une année scolaire afin d’y acquérir en plus de la langue, une ouverture sur le monde et un accès à des modes de vie et cultures différents. L'adolescent vit la vie de ses familles hôtes, suit les mêmes études que les jeunes de son âge, et est suivi par un parrain Rotarien de la localité en vue du bon déroulement de son séjour. Les candidats doivent se pré-inscrire, sont sélectionnés et parrainés par un Rotary Club proche de leur domicile. Cette sélection est validée par l'équipe d'encadrants du District et les candidats au départ sont formés et préparés durant plusieurs mois avant leur départ qui se situe généralement vers le mois d'août,. La priorité des Rotariens en général, et plus particulièrement de ceux qui encadrent ce programme, est d'assurer avant tout la sécurité de tous leurs participants et bénévoles. L'ensemble des processus est audité et fait l'objet d'un programme complet de certification des Districts du Rotary International participant aux programmes d'échange, et de formations constantes des encadrants bénévoles.
En retour, les familles peuvent recevoir pendant une durée équivalente, un jeune étranger provenant d’un pays généralement différent de celui où s’est rendu leur propre enfant. Durant leur année d'échanges les participants seront accueillis par 2 ou 3 familles différentes, de manière à leur faire découvrir différents modes de vie.

### Échanges familiaux d'été
Ces échanges s’adressent à des filles et garçons de 15 à 19 ans, enfants de Rotariens ou non, mais parrainés par un Rotary-club proche de leur domicile. Les jeunes sont accueillis comme enfants supplémentaires dans des familles étrangères rotariennes ou non, pendant quelques semaines durant l’été. Les jeunes étrangers sont accueillis en France dans les mêmes conditions et durant le même été. Le but de ces échanges est de faire connaître aux jeunes de nouveaux pays, modes de vie et cultures et de promouvoir ainsi la compréhension et l'amitié internationales : le langage n'intervient que comme un moyen de contact, car il s'agit d'échanges culturels et touristiques et en aucun cas linguistiques.

## Effectifs

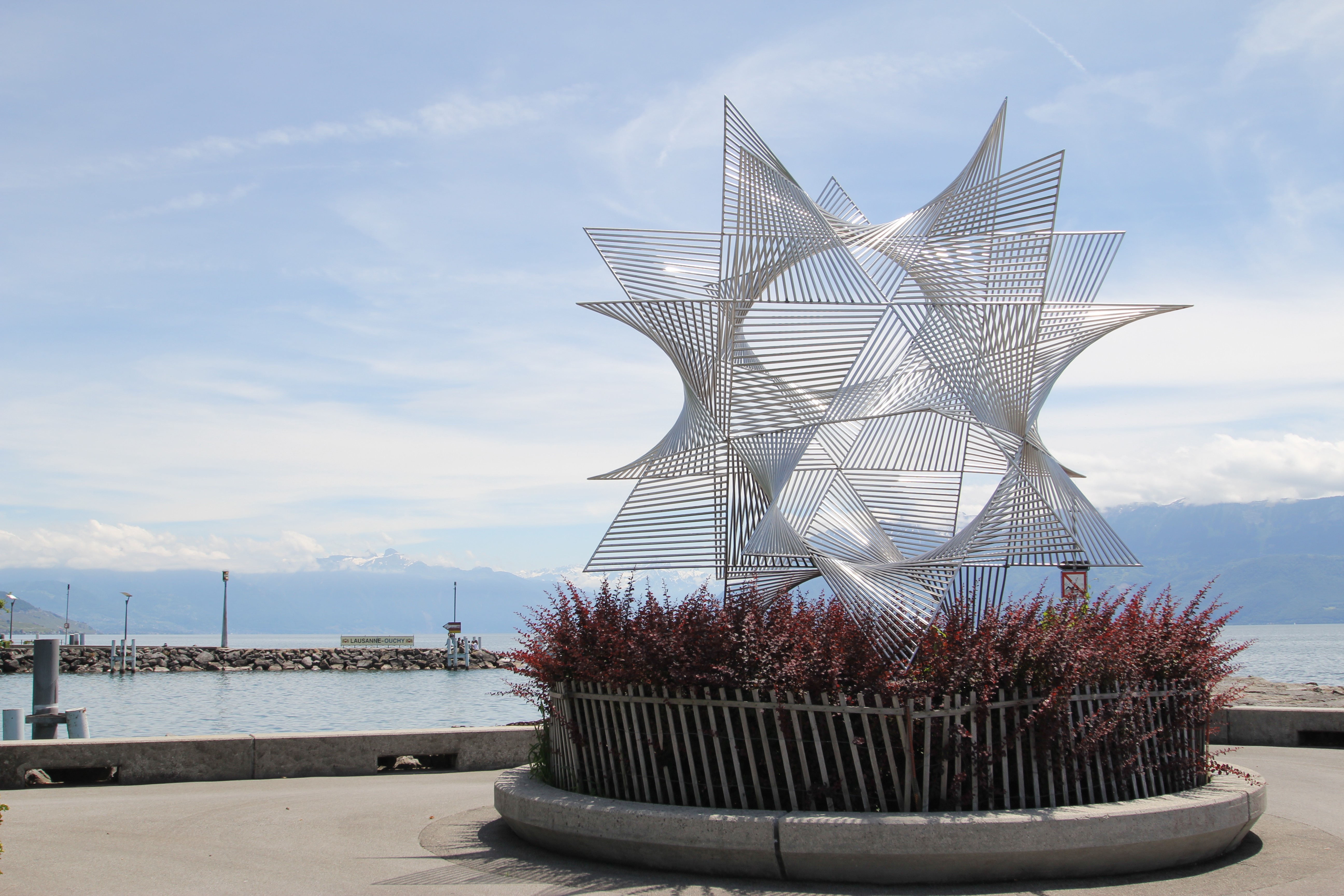
Ouverture au monde, sculpture en acier inoxydable de 1973, offerte par le Rotary International à la ville de Lausanne (Suisse), à l'occasion de son congrès mondial, la même année.

Le nombre de rotariens dans le monde est de 1 124 835 au 30 septembre 2014  répartis comme suit : États-Unis et Canada : 395 000, Asie : 330 000, Europe : 325 000, Amérique latine : 97 000, Océanie-Pacifique 43 000, Afrique : 33 000. La France compte 33 488 Rotariens, la Belgique et le Grand-Duché de Luxembourg 10 547 et la Suisse 12 179.
Le nombre de Rotary Clubs dans le monde est de 34 738 au  30 septembre 2014, dont 1 057 en France, 263 en Belgique et Grand-Duché de Luxembourg et 209 en Suisse.

## Qualité de membre

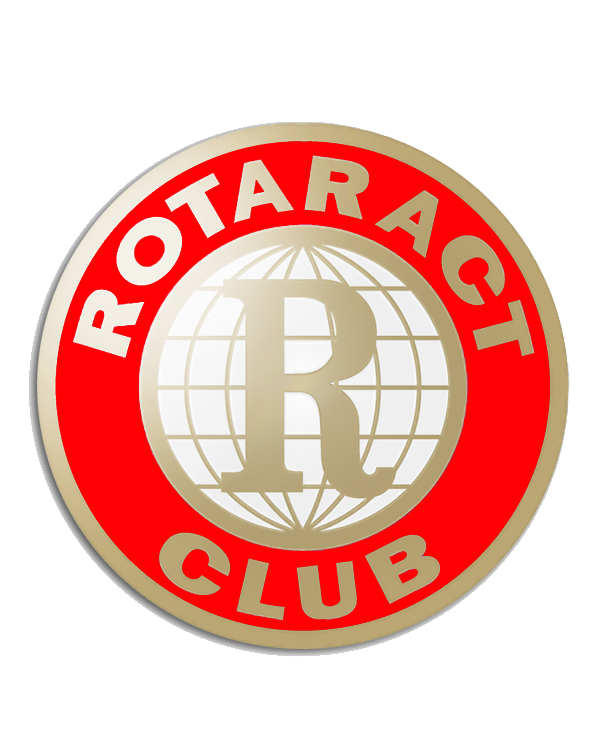
Logo de Rotaract modifié par le Club Rotaract La Romana

Par ses statuts, le Rotary se définit lui-même comme une organisation non-partisane et non-sectaire.

### Membres actifs
Les conditions générales pour être membre actif sont d'occuper (ou avoir occupé) un poste à responsabilités dans le monde des affaires ou une profession libérale, de pouvoir respecter les règles d'assiduité et de participer aux actions du club. En 2007, le Rotary propose aux clubs d'accepter l'admission de décideurs locaux sortant de ces critères professionnels (monde des affaires et professions libérales) mais qui ont fait preuve au travers de leurs qualités dans le cadre de leurs activités personnelles dans leur collectivité.
Il existe également des conditions particulières au niveau de chaque club, puisque les membres sont censés vivre ou travailler dans la ville du club ou sa région et que chaque club devrait limiter le nombre de membres représentant un domaine d'affaires ou une profession à 10 % du nombre de ses membres.
La qualité de membre actif s'obtient par cooptation, c'est-à-dire par invitation par le biais d'un rotarien.
De 1905 jusqu'aux années 1980, les femmes ne pouvaient pas devenir membres des Rotary clubs (voir paragraphe « Divers et critiques »).

### Membres d'honneur
La qualité de membre d'honneur est donnée par un Club Rotary à des personnes qui se sont distinguées dans la réalisation des principes rotariens ou qui ont fait preuve d'un soutien constant à la cause du Rotary. En principe, la qualité de membre d'honneur est conférée seulement dans des cas exceptionnels, mais on constate que le Rotary propose traditionnellement la qualité de membre d'honneur aux chefs d'État ou à des personnalités marquantes ou, de manière générale, à des responsables politiques y compris au niveau local.
Les membres d'honneur sont exempts du paiement du droit d'admission et des cotisations. Ils n'ont pas de droit de vote et ne sont pas éligibles à un quelconque poste dans leur club. La qualité de membre d'honneur est limitée dans le temps et se termine automatiquement à l'issue de la durée fixée, couramment un an. Cette durée peut être prorogée, ou la qualité de membre d'honneur être révoquée à tout moment.

## Divers et critiques

### Publications rotariennes
Le Rotary publie en anglais une revue officielle The Rotarian, distribuée à quelque 500 000 lecteurs à travers le monde.
Trente et une autres revues dites régionales sont également publiées en 22 langues, distribuées dans 133 pays à quelque 715 000 exemplaires.
Quatre d'entre elles sont publiées en tout ou partie en français, dont Rotary Mag (anciennement intitulé Le Rotarien), édité en français à 39 000 exemplaires à destination d'abonnés français et francophones d'une quarantaine de pays ou régions géographiques, et Rotary Contact publié en français et néerlandais à destination des 10 000 Rotariens de Belgique et du Grand-Duché de Luxembourg.

### Activités rotariennes sur Internet
Le Rotary a démarré la construction de clubs virtuels - Rotary e-Clubs - sur Internet. Le Rotary expose sur Internet sa propre sélection de « Rotariens fameux ».

### L'exclusion des femmes au cours duXXesiècle
De 1905 jusqu'aux années 1980, les femmes ne pouvaient pas devenir membres des Rotary clubs, bien que les épouses de Rotariens fussent souvent membres du club jumeau Inner Wheel. Jean Harris, l'épouse de Paul Harris, était elle-même devenue en 1946 membre d'honneur du club Inner Wheel d'Edimbourg (Écosse), ville dont elle était originaire.
La mixité au sein du Rotary International a été réclamée pour la première fois publiquement par l'affaire du Rotary-club de Duarte. En 1976-1978, le Rotary-club de Duarte en Californie a permis à trois femmes de le rejoindre. Les représentants officiels du Rotary International se sont alarmés de la présence de femmes dans ce club. Les demandes du Rotary International visant à mettre fin à l'appartenance de femmes ont été rejetées par le club, de sorte que le Rotary International a révoqué la charte du club en 1978. Le Rotary-club de Duarte a porté l'affaire devant la justice californienne en invoquant le fait que les Rotary-clubs sont des établissements d'affaires sujets à la juridiction de la loi civile ("Unruh Civil Rights Act"), qui prohibe la discrimination basée sur la race, le genre, la religion ou les origines ethniques. Le Rotary International fit appel de la décision devant la Cour suprême des États-Unis. L'avocat du Rotary International argua que "…[les attendus de la décision] nous forcent à prendre à bord tout le monde, comme un motel". Le Rotary-club de Duarte ne fut pas le seul à s'opposer au Rotary International.
Le Rotary-club de Seattle-International District vota l'admission de femmes à l'unanimité en 1986. La Cour suprême des États-Unis, le 4 mai 1987, confirma la décision californienne à l'unanimité de ses membres. Depuis cette époque, les femmes ont été admises à rejoindre le Rotary. Les Elks, le dernier bastion dans les clubs-service à interdire l'affiliation féminine, votèrent en 1995 l'admission de femmes.
En 1997, il y avait 12 gouverneurs féminins de district Rotary et 1 500 présidents féminins à travers les États-Unis, et ils comptaient 13 % de membres, avec de nouvelles affiliations féminines dépassant les nouvelles affiliations masculines d'un facteur de un pour dix. Ceci reste encore bien en dessous du niveau de la représentation féminine dans les grandes entreprises, qui s'établissait en 1997 à 40 %.
En 2015, les Rotariennes représentaient plus de 20 % des effectifs dans l'ensemble du Rotary, (effectif au 31/10/2015)
Le changement de la seconde devise Rotarienne de « He profits most who serves best » en « They profit most who serves best », en 2004, (devenu "One profits most who serves best"  en 2010)  illustre notamment le changement du Rotary vers l'acceptation générale des femmes.

### Le Rotary et l'UNESCO
En 1943, une conférence rotarienne à Londres sur l’éducation et les échanges culturels est à l’origine de la création de l’UNESCO,.
Depuis 1993, le Rotary possède deux représentants auprès du siège de l'Organisation à Paris,.

### Le Rotary et l'Allemagne nazie
Le régime nazi était méfiant à l'égard des organisations internationales. À partir de 1936, le Rotary qui avait été jusque-là considéré de manière neutre  commence à être surveillé de plus près, car un double soupçon porte sur les liens de l'organisation avec la franc-maçonnerie et sur la présence de juifs dans l'organisation .
Selon le livre de Fabrice d'Almeida La vie mondaine sous le nazisme, le Rotary allemand demanda à plusieurs reprises que l'idéologie du Rotary soit jugée compatible avec l'idéologie nazie, auprès du Tribunal du NSDAP, présidé par Martin Bormann. Selon ce même auteur, de nombreuses lettres de Gouverneurs du Rotary, notamment belges, ont été envoyées par admiration à Adolf Hitler et le Rotary allemand, sur demande du régime nazi, expulsa ses membres juifs.
En juin 1937, le ministre de l'Intérieur interdit le Rotary aux hauts fonctionnaires, et en juillet le NSDAP interdit la double appartenance au Parti et au Rotary. Plus de la moitié des rotariens étant membres du parti, cette interdiction est une catastrophe. Malgré les suppliques de responsables rotariens allemands et belges et anglais, aucun arrangement ne semble possible et en 1938, le Rotary décida de retirer leur charte aux clubs allemands, et le Rotary allemand cessa donc d'exister.

### Le Rotary et la franc-maçonnerie
Dès les débuts du Rotary, des liens de fait semblèrent se créer par exemple en Angleterre, où nombre de franc-maçons devenaient rotariens. Ainsi, certains liens ont parfois été établis entre le Rotary et la franc-maçonnerie, même si les deux organisations n'ont finalement pas de lien autre que le fait que certains rotariens sont franc-maçons et que des similitudes existent : le Rotary partage avec la franc-maçonnerie une certaine discrétion et la désignation des nouveaux membres s'est longtemps faite par cooptation. Contrairement à la franc-maçonnerie, l'intronisation au Rotary n'a aucun caractère initiatique, c'est une cérémonie protocolaire comme dans toute association importante. Aucune condition de croyance n'est nécessaire, le Rotary est une association laïque et non politique.
Cette double appartenance de certains membres eut une double influence : d'une part, les franc-maçons rotariens voulurent rapidement se distinguer et, dès 1919, la Grande Loge unie d'Angleterre enregistra la première Loge rotarienne qui fut suivie par d'autres, la plus connue et la mieux documentée étant la Rotarian Lodge No. 4195 enregistrée en 1920. D'autre part, des rotariens franc-maçons créèrent des clubs dont l'entrée était de fait réservée aux francs-maçons. Cette dernière pratique fut cependant combattue par le Rotary International qui y mit un terme dans les années 1930, menaçant les contrevenants de leur retirer leur charte. De manière plus anecdotique, cette double appartenance fut parfois matérialisée par de curieux badges de membres mariant les symboles rotariens et maçonniques.
Sous le régime franquiste, Marcelino de Ulibarri fut chargé par le général Franco d'enquêter sur ces liens en Espagne.
À ce jour on peut estimer le nombre de francs-maçons au sein du Rotary à 5 %. Il n'y a aucune instance permettant aux franc-maçons rotariens de se distinguer ou réunir spécifiquement. Cela serait illégal au regard de l'éthique rotarienne.

### Le Rotary et l'Église catholique
L'ensemble des éléments cités ci-dessus semblaient montrer l'existence de liens particuliers entre la maçonnerie et le Rotary, et cette confusion des genres posa certains problèmes au Rotary à partir de la fin des années 1920, lorsque l'Église catholique interdit aux prêtres de participer en aucune façon au Rotary. Cette méfiance reflua dans les décennies suivantes, sans toutefois être éliminée, et elle fut la cause d'une certaine lenteur dans le développement du Rotary dans des pays à forte tradition catholique tels que l'Irlande ou la Pologne.
À partir des années 1950, l'Église réexamina sa position et les relations entre l'église catholique et le Rotary se normalisèrent, les prêtres étant à nouveau autorisés à devenir membres, certains servant comme gouverneurs de district.
De nos jours, le cardinal Karl Lehmann en est membre. Ce cardinal est controversé en raison de ses prises de position jugées hétérodoxes sur plusieurs points.
Jorge Bergoglio — futur cardinal et futur pape François — avait accepté en août 1999, en sa qualité d'archevêque de Buenos Aires, de devenir membre d'honneur du Rotary Club de Buenos Aires. Le 30 avril 2016, trois ans après être devenu le chef de l'Église catholique, il prononce personnellement une messe pour fêter le « jubilé des rotariens ».

### Le Rotary et l'espéranto
En 1928 s’est fondée l’amicale des rotariens espérantistes (Rotaria Amikaro de Esperantistoj, RADE). L’idée est que quelques langues sont officielles au sein du Rotary, mais que les membres ne sont pas tous à même de s’exprimer dans une langue étrangère. Aussi, l’utilisation de l’espéranto comme outil de communication international neutre est une recommandation de la RADE, d’autant plus que l’espéranto répond au critère des quatre questions par sa neutralité et sa rapidité d’apprentissage. Plusieurs projets ont déjà été soutenus par la RADE, notamment la communauté et école Bona Espero au Brésil.